# Nay-Bourdettes
Pour les articles homonymes, voir Bourdettes et Nay.
Nay-Bourdettes est une ancienne commune des Pyrénées-Atlantiques. Elle a existé de 1973 à 1997. Elle a été créée en 1973 par la fusion des communes de Nay et de Bourdettes. En 1997 elle a été supprimée et les deux communes constituantes ont été rétablies.

## Pour approfondir